# Kaspiërs

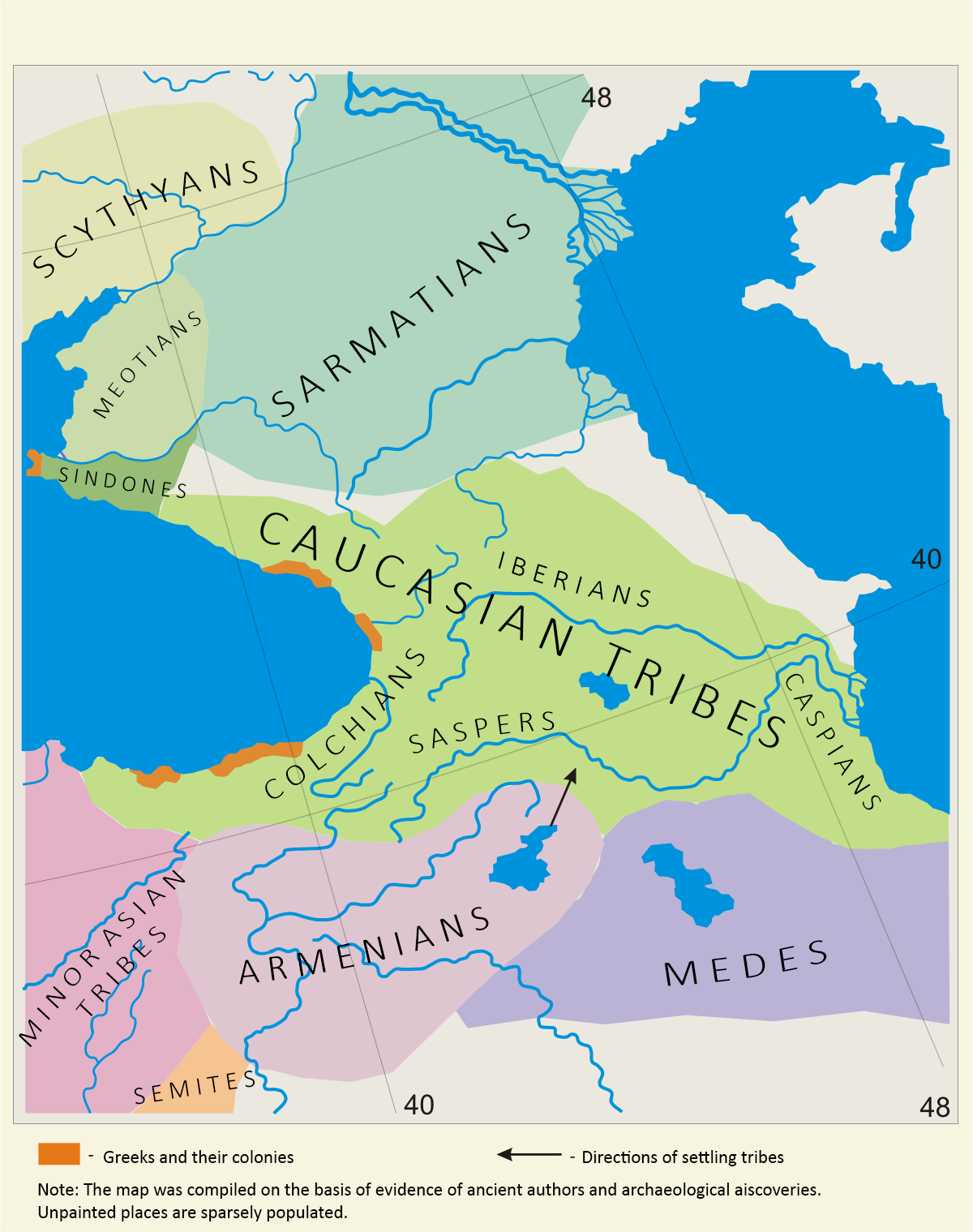
Het gebied van de Kaspiërs

De Kaspiërs waren een volk uit de oudheid dat rond de zuidelijke en zuidwestelijke oevers van de Kaspische Zee leefde, waar zij hun naam aan gaven. 
Het Griekse etnoniem Kaspioi wordt door Herodotos twee keer vermeld bij de Achaemenidische satrapiën van Darius, en door Strabo. De naam komt niet voor in Iraanse geschriften.
De Kaspiërs worden meestal beschouwd als pre-Indo-Europeanen. Ze zijn door Ernst Herzveld geïdentificeerd met de Kassieten, die een taal spraken die bij geen enkele bekende taalfamilie ingedeeld kan worden, en waarvan de wortels lang zijn bediscussieerd. Onomastisch bewijs is echter ontdekt in Aramese papyri uit Egypte, gepubliceerd door P. Grelot, waarin verschillende Kaspische namen die worden genoemd en geïdentificeerd onder het demoniem כספי (kaspai), gedeeltelijk Iraans zijn. De Kaspiërs van de Egyptische papyri moeten daarom beschouwd worden als een Iraans volk of volk met sterke Iraanse culturele invloed.